# 胡俊人
胡俊人（1918年8月—2017年10月12日），安徽歙县人，中国人民解放军少将。

## 生平
1937年10月参加革命，1938年3月加入中国共产党。历任指导员、大队政委，东北军区政治部组织部干事，50军148师政治部组织科科长、副主任、主任，50军148师政委，50军政治部副主任、主任等职。后担任成都军区后勤部副政委。2017年10月12日在成都逝世，享年99岁。